# 춘향뎐
《춘향뎐》(春香傳)은 2000년 1월 29일 개봉한 임권택 감독의 영화이다. 1999년에 제작해서 2000년에 개봉하였다. 이 영화는 제53회 칸 영화제 경쟁 부문에 초청 되었다.
조상현의 판소리(고수 김명환)를 배경으로 춘향전을 스크린에 담았으며 조선시대 고전인 춘향전을 바탕으로 제작하였다.

## 줄거리
때는 조선왕조 숙종시대. 전라도 남원고을 부사의 자제인 이몽룡은 아버지의 임지(任地)인 남원에 내려와 수년이나 지내고 있는 도령이다. 늘 책방에 앉아 고서(古書)를 읽으며 지내는 것이 지루하게 되면서 그는 관아의 노비인 방자를 앞세워 광한루로 외출을 나서게 되는데 마침 민족 최대의 명절이라는 단오절을 맞이하여 민중들 사이에서는 분주하게 명절 분위기를 보내고 있는 모습이었고 씨름과 그네뛰기 등 다양한 민속놀이가 재미를 돋구게 하고 있었다.
이 때 몽룡은 그네뛰기를 한다는 여인네들을 보던 중 그네를 타고 있는 미모의 젊은 여인을 주목하게 되는데 그녀가 바로 퇴기 월매의 딸인 성춘향이었다. 이런 춘향의 모습을 보니 점점 관심이 깊어진 몽룡은 방자를 시켜 춘향을 불러오라고 명령하고 방자는 몽룡의 성화에 못 이겨 춘향을 만나러 가게 된다. 하지만 춘향은 방자에게 "안수해(雁隨海), 접수화(蝶隨花), 해수혈(蟹隨頁)"이라는 성어를 남기고 함께 나온 여종인 향단과 함께 그네터를 떠나버리게 된다. 그 말뜻은 "기러기는 바다를, 나비는 꽃을, 게는 굴을 따른다"라는 뜻이었는데 몽룡은 이 성어가 직접 춘향을 찾아오라는 뜻으로 이해하며 밤이 되면서 춘향의 집을 방문하게 되고 그의 어머니이자 퇴기인 월매에게 춘향과 백년가약을 원한다는 의사를 밝힌다. 그를 계기로 춘향과 몽룡은 서로 사랑하는 사이가 되어 꿈같은 달콤한 시간을 보내게 되었는데.... 하지만 한양의 조정에서 몽룡의 아버지인 이부사를 동부승지로 임명했다는 왕명(王命)이 전해지면서 몽룡은 결국 춘향을 남겨두고 남원을 떠나 한양으로 상경하게 된다.
그러고 나서 이부사의 후임으로 왕명(王命)을 받고 남원부사로 부임하게 된 변학도가 남원으로 입성하게 되는데 그는 여러 고을을 거치며 기생들을 여러번 접촉했던 적이 있었다는 호색한이자 욕심쟁이로 알려진 자였다. 변학도는 부임하자마자 남원의 모든 기생들을 불러들여서 쓸만한 기생이 없는지 탐색하게 되었지만 마음에 드는 기생이 없자 모두 물러가라고 명한다. 그러나 이방으로부터 춘향이라는 기생이 있다는 것을 알게 된 변학도는 춘향이 불참한 이유를 이방에게 묻자 이방은 춘향은 이미 전 남원부사의 자제와 백년가약을 맺은데다가 면천(免賤)이 되었다고 말하게 된다. 변학도는 포졸들을 시켜 춘향을 동헌(東軒)에 데려오게 하고 자신 앞에서 수청을 들으라고 강요하게 되지만 춘향은 자신은 이미 백년가약을 맺은 상대도 있고 기생이라도 기생도 아니니 변학도와는 수청을 들 수 없다고 거절한다. 이에 격노한 변학도는 관장을 능멸하였다며 춘향을 즉시 하옥하라는 명령을 내리며 춘향을 압박하게 되지만 춘향은 계속해서 변학도의 수청을 단호히 거절한다.
한편 한양으로 상경한 몽룡은 과거시험에 응시하여 장원급제를 하게 되고 관직에 나가서 왕명(王命)하에 전라도 감찰 암행어사로 임명되어 남원으로 내려오게 된다. 남원에서 그는 변학도의 온갖 폭정 등을 알게 되고 춘향이 수청을 거절했다는 이유로 관가에 하옥되었다는 소식을 들으면서 복수를 다짐하게 된다. 그러고 나서 남루한 걸인(乞人) 차림으로 자신의 처가(妻家)격인 춘향의 집을 찾아오게 되었고 월매는 사위가 남루한 걸인이 되어 돌아온 모습을 보고 실망을 감추지 못했다. 이어 몽룡은 옥중의 춘향을 만나 서로의 사랑을 확인하게 된다.
다음날 변학도는 자신의 생일잔치를 광한루에서 성대하게 치르며 각읍 수령들을 초청하게 술잔을 기울이게 되었는데 이 때 남루한 걸인 모습의 몽룡이 등장하자 어디서 더러운 거지가 함부로 들어왔냐며 물러가라고 소리친다. 몽룡은 사람들의 비웃음 등에도 아랑곳하지 않고 자신의 마음을 글로 적어서 광한루를 잠시 떠나게 되고 몽룡의 글귀를 본 고을수령들은 그제서야 몽룡의 정체를 간접적으로 느끼면서 두려움에 떨게 되지만 변학도는 미친 아이가 장난질로 써 놓은 글 따위를 가지고 겁을 내냐며 수령들을 안심시키기도 했다. 드디어 몽룡은 광한루에 올라가 비밀리에 대기중인 암행 포수들에게 신호를 보내고 포수들은 몽룡의 "암행어사 출두여" 구호가 외치자마자 광한루를 기습하여 변학도와 고을수령들을 체포하게 된다. 몽룡은 관복 차림으로 나와서 변학도와 고을 수령들을 질책하고 춘향을 불러들여 잠시동안 문답을 했다가 드디어 감격적인 재회를 하게 된다.

## 캐스팅

### 주연
- 이효정 - 성춘향 역
- 조승우 - 이몽룡 역

### 조연
- 이정헌 - 변학도 역
- 김성녀 - 월매 역
- 김학용 - 방자 역
- 이혜은 - 향단 역

### 단역
- 최진영 : 이사또 역
- 홍경연 : 행수기생 역
- 윤일주 : 곡성군수 역
- 이해룡 : 순천부사 역
- 국정환 : 옥과현감 역
- 배태일 : 이방 역
- 민경진 : 호방 역
- 하덕성 : 형방 역
- 이석구 : 공방 역
- 조태봉 : 예방 역
- 박재형 : 병방 역
- 맹봉학 : 금난장교 역
- 방영 : 옥사정 역
- 박길수 : 집장사령 역
- 권태원 : 김번수 역
- 송영탁 : 박번수 역
- 김홍규 : 형리 역
- 원보라 : 몽룡 모 역
- 이은숙 : 기생 1 역
- 윤혜영 : 기생 2 역
- 최현주 : 소리 기생 역
- 정진오 : 어사 서리 역
- 박민희 : 어사 중방 역
- 방충식 : 왕 역
- 윤충일 : 수농부 역
- 이동섭 : 이사또 책실 역
- 안진수 : 변사또 책실 역
- 강영민 : 후배사령 역
- 홍동은 : 남원백성 역
- 남정희 : 아낙 역
- 박예숙 : 아낙 역
- 강희 : 아낙 역
- 박철민 : 구경꾼 역
- 장남열 : 구경꾼 역
- 김태희 : 구경꾼 역
- 김세호 : 사령 역
- 박평호 : 사령 역
- 황춘하 : 판쇠 역
- 김철홍 : 신연급창 역
- 신성일 : 급창 역
- 임창대 : 통인 역
- 문상철 : 대학생 역
- 조현철 : 대학생 역
- 이재욱 : 대학생 역
- 이원두 : 대학생 역
- 황금희 : 대학생 역
- 장지수 : 대학생 역

## 수상 및 후보
| 연도 | 시상식                    | 부문            | 수상작(자) | 결과 | 출처  |
| ---- | ------------------------- | --------------- | ---------- | ---- | ----- |
| 2000 | 제53회 칸 영화제          | 황금종려상      | 춘향뎐     | 후보 | [ 3 ] |
| 2000 | 제21회 청룡영화상         | 최우수 작품상   | 춘향뎐     | 후보 |       |
| 2000 | 제21회 청룡영화상         | 감독상          | 임권택     | 후보 |       |
| 2000 | 제21회 청룡영화상         | 여우조연상      | 김성녀     | 후보 |       |
| 2000 | 제21회 청룡영화상         | 신인남우상      | 조승우     | 후보 |       |
| 2000 | 제36회 백상예술대상       | 영화부문 대상   | 춘향뎐     | 수상 |       |
| 2000 | 제36회 백상예술대상       | 영화부문 감독상 | 임권택     | 수상 |       |
| 2000 | 제37회 대종상             | 최우수 작품상   | 춘향뎐     | 후보 | [ 4 ] |
| 2000 | 제37회 대종상             | 심사위원 특별상 | 춘향뎐     | 수상 |       |
| 2000 | 제37회 대종상             | 감독상          | 임권택     | 후보 |       |
| 2000 | 제37회 대종상             | 여우조연상      | 김성녀     | 후보 |       |
| 2000 | 제37회 대종상             | 신인남우상      | 조승우     | 후보 |       |
| 2000 | 제37회 대종상             | 신인여우상      | 이효정     | 후보 |       |
| 2000 | 제37회 대종상             | 촬영상          | 정일성     | 후보 |       |
| 2000 | 제37회 대종상             | 미술상          | 민언옥     | 수상 |       |
| 2000 | 제45회 아시아태평양영화제 | 심사위원 특별상 | 임권택     | 수상 |       |
| 2000 | 제8회 춘사영화상          | 기획제작상      | 이태원     | 수상 |       |
| 2000 | 제8회 춘사영화상          | 여우조연상      | 김성녀     | 수상 |       |
| 2000 | 제8회 춘사영화상          | 조명상          | 이민부     | 수상 |       |
| 2000 | 제8회 춘사영화상          | 촬영상          | 정일성     | 수상 |       |